# Афьонкарахисар (ил)
Афьо́нкарахи́сар (тур. Afyonkarahisar) — ил (регион) на западе Турции.

## География
Ил Афьонкарахисар граничит с илами: на востоке — Конья, на севере — Эскишехир, на западе — Кютахья, Ушак и Денизли, на юге — Бурдур и Ыспарта.
На территории ила расположены истоки рек Большой Мендерес (бассейн Эгейского моря) и Сакарья (бассейн Чёрного моря), но большая её часть входит в бассейн бессточного солёного озера Акшехир.

## Население
Население — 701 326 жителей (2009).
Крупнейшие города — Афьонкарахисар (128,5 тыс. жителей в 2000 году), Сандыклы, Болвадин, Эмирдагы.
Санджак Афьон-Карахисар (1912 г.)
| Санджак         | Каза            | Турки   | Греки | Армяне | Общая числ. |
| Афьон-Карахисар | Афьон-Карахисар | 75 406  | 1 200 | 4 812  | 81 418      |
|                 | Болдавен        | 33 770  | -     | -      | 33 770      |
|                 | Сантикли        | 104 602 | -     | 170    | 104 782     |
|                 | Азизие          | 30 910  | -     | 58     | 30 968      |
|                 | Итого:          | 244 698 | 1 200 | 5 040  | 250 938     |

Источник: George Sotiriadis: An Ethnological Map Illustrating Hellenism, 1918

## Административное деление
Ил делится на 18 районов:
1. Афьонкарахисар (Afyonkarahisar)
2. Башмакчы (Başmakçı)
3. Баят[англ.] (Bayat)
4. Болвадин (Bolvadin)
5. Чай (Çay)
6. Чобанлар (Çobanlar)
7. Дазкыры (Dazkırı)
8. Динар (Dinar)
9. Эмирдаг (Emirdağ)
10. Эвджилер (Evciler)
11. Ходжалар (Hocalar)
12. Ихсание (İhsaniye)
13. Исджехисар (İscehisar)
14. Кызылёрен (Kızılören)
15. Сандыклы (Sandıklı)
16. Сынанпаша (Sinanpaşa)
17. Султандагы (Sultandağı)
18. Шухут (Şuhut)

## Экономика
В центральных районах ила выращивается опиумный мак, из которого производится большая часть легального, используемого в фармакологии опиума, поставляемого в США, Нидерланды и другие страны мира.
Выращивание подсолнечника.
Ковроткачество. Производство мрамора.